# مردان (فیلم ۱۹۹۷)
مردان (به انگلیسی: A Kiss Before Dying) فیلمی محصول سال ۱۹۹۷ و به کارگردانی زوئی کلارک ویلیامز است. در این فیلم بازیگرانی همچون شان یانگ، جان هرد، دیلن والش، کرن بلک، گلن شادیکس، شاونی اسمیت ایفای نقش کرده‌اند.